# Clinosafflorite
La clinosafflorite è un minerale.